# دیوید دانلپ
دیوید دانلپ (انگلیسی: David Dunlap; ۱۹ نوامبر ۱۹۱۰ – ۱۶ دسامبر ۱۹۹۴) یک قایقران روئینگ اهل ایالات متحده آمریکا بود.